# Грецький театр у Сиракузах
Грецький театр (Сиракузи) (англ. Greek Theatre of Syracuse) — давньогрецький театр в місті Сиракузи, що згодом перейшов до Римської імперії.

## Історія
Залишки античного театру розташовані на південному сході острова Сицилія на південному сході схила Теменіте. Театр відкритий у бік сучасного міста Сиракузи.
Про театр у Сиракузах наприкінці 5 ст. до н.е. згадував мім Софрон, він же назвав ім'я автора проекту — архітектор Дамокопос.
Теоретичні дослідження доводять, що первісні давньогрецькі театри того часу ще не мали чіткої геометричної форми. Вона стане традиційною (практично канонічною) лише в третьому столітті до н.е., коли театр в Сиракузах був перебудований. Існує декілька уривчастих свідоцтв про театр у античних Сиракузах, про тогочасних драматургів, п'єси котрих виконували в театрі... Але недостатність фактів не дає точного відтворення історії театру, бо частка свідоцтв може стосуватись якогось іншого театру. Без сумніву те, що театр у Сиракузах мав помітне значення в суспільному і культурному житті як античного міста, так і в театральній культурі Стародавньої Греції взагалі.

## В добу еллінізму
Відомо, що в 3 ст. до н.е. театр удосконалили та ремонтували. Облаштування тривали в період 238 - 215 рр. до н.е. Залишки театра у Сиракузах датують саме цим періодом і ці залишки були відкриті археологами. Удосконалення театральної конструкції забезпечило доволі досконалу акустику античній споруді, незважаючи на її давнину. Переваги розташування театра на схилі пагорба Теменіте вдало використані ще й тому, що з глядацької зали театру відкривається панорама сучасного міста, затоки моря та вид на острів Ортигія. Первісно театр мав шістдесят сім  глядацьких рядів.
Згодом діаметр глядацьких рядів театру у Сиракузах досяг 138,6 метрів, тобто був серед найбільших серед давньогрецьких театрів. Постійна архітектура декорація, котру мав колись театр, нині повністю поруйнована. При сучасних виставах в античному театрі використовують сучасні декорації, котрі прибирають після закінчення театрального сезону. Театр в Сиракузах зберіг низку написів, серед них і позначення колишніх секторів (на честь Зевса, на честь Геракла), і імена тиранів Сиракуз та їх дружин чи родичів. Кращі глядацькі місця були вирублені в скелі і розташовані навколо сцени. Під Орхестрою є коридор до особливої кімнати. Вважають, що вона була схованкою для акторів, що грали роль Харона і мали можливість несподівано виходити на сцену та несподівано зникати. Театр мав водопостачання, вода надходила зі старовинного акведука.
Над театром прокладена стародавня дорога («Via dei Sepolcri» ) та тераса, за котрою розташовані печери для стародавніх поховань.

## В добу Римської імперії
За припущеннями театр знову пережив реконструкцію у період правління імператора Августа. Якщо глядацька зала в добу греків мала форму підкови, тепер її переробили на напівциркульну, типову для давньоримських. В передній частині сцени створили щилину, де був облаштований механізм для піднімання театральної завіси знизу угору. 
Це була не єдина реконструкція, були й інші. Так, старовинний грецький театр пристосовували для вистав на воді. Театр (і його вистави) як такий мало цікавив жорстоких і розбещених римлян, тому споруду пристосували також для боїв гладіаторів та для поєдинків гладіаторів з дикими тваринами. Під сценою створили печери для утримання диких тварин та механізми для піднімання їх на сцену. Була створена і нова захисна стіна для захисту глядачів від несподіванок на сцені. Нині захисна стіна не існує. 
Існував напис (відомий по копії) про архітектора-інженера на ім'я Neratius Palmatus, котрий і виконував реконструкцію театру у пізній римський період. Якийсь Neratius Palmatus відомий тим, що відновлював у місті Рим споруду курій, коли в столиці проводили ремонти державних закладів після пограбування та руйнацій в Римі, котрі скоїли варвари Алариха у 410 році. Якщо це один і той же Нератус Пальматус, то це покажчик, наскільки важливим об'єктом був старовинний театр у Сиракузах, якщо його ремонтував столичний архітектор. На початку п'ятого століття нашої ери театр у Сиракузах вже мав тисячолітню історію.

## За доби колонізації іспанцями
В добу європейського середньовіччя театральна культура античного світу пропала. А театральні споруди були покинуті або використовувались як кар'єри для здобутку дешевих будівельних матеріалів.  Як кар'єр для добування дешевих будівельних матеріалів був використаний і покинутий театр у Сиракузах в добу правління іспанського імператора Карла V. Його будівничі і фортифікатори забирали кам'яні брили з театру для створення фортечних мурів у місті Ортигія. Вважають, що через це були остаточно поруйновані сцена та її архітектурна декорація та верхні глядацькі ряди. Каміння з них було легше вивозити шляхом, розташованим поруч. В другій половині XVI ст. іспанські інженери ремонтували водогін, а на околицях поруйнованого і напіврозібраного театру вибудували декілька водяних млинів. Серед них був casetta dei Mugnai (заміська кам'яна вежа, що збереглася донині.)

## Подальша історія
На хвилі захоплення античністю та театром як таким у XVIII столітті по театр у Сиракузах згадали і про нього почали згадувати інтелектуали та ті аристократи, що підтримували моду на все античне чи наближене до стилю класицизм. Про театр писали мандрівники, а театр почали замальовувати художники, було також створено декілька гравюр з руїнами старовинного театру.

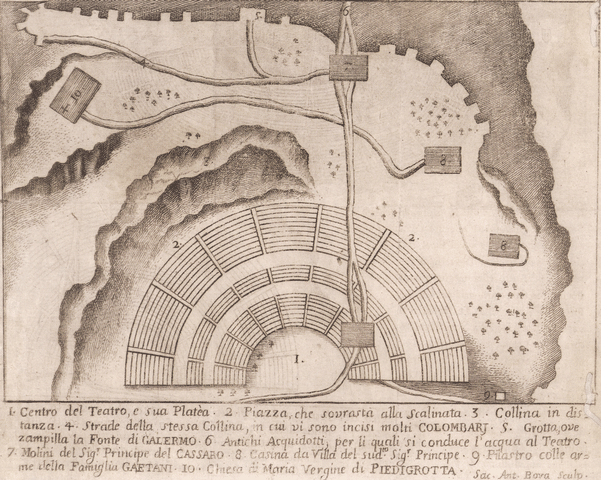
Схематичний план театру з показом млинів та шляхів до них
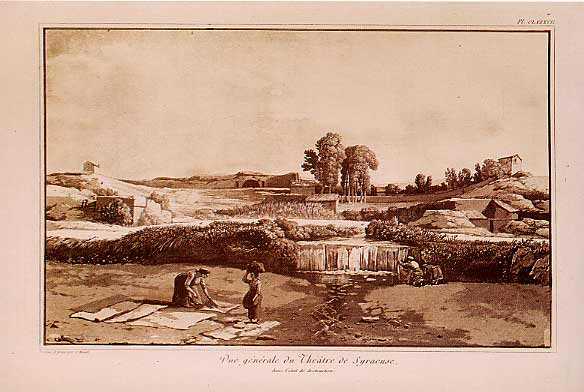
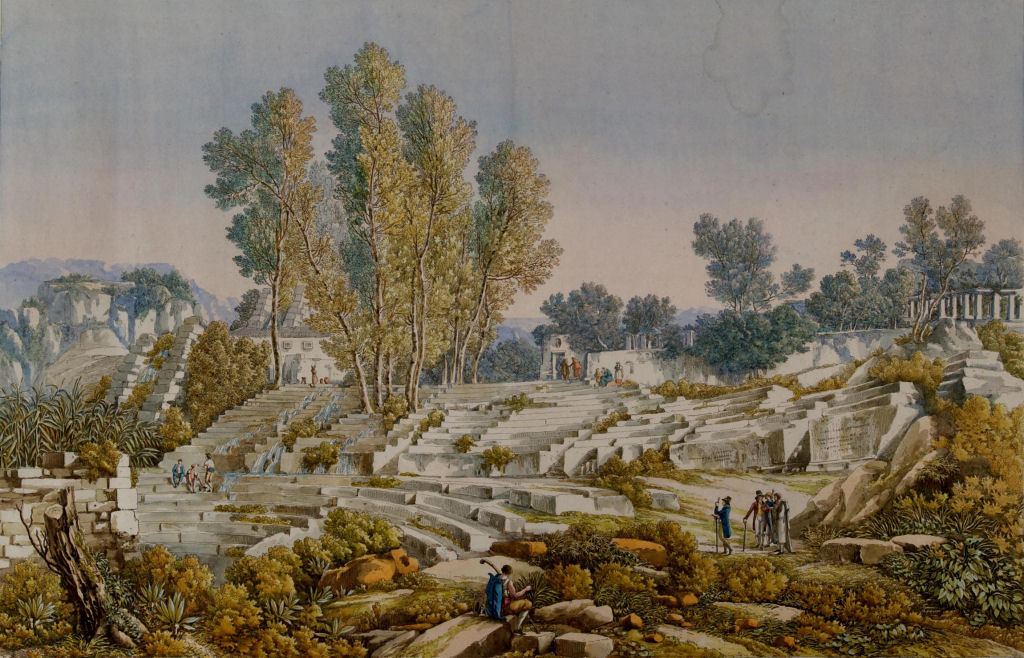
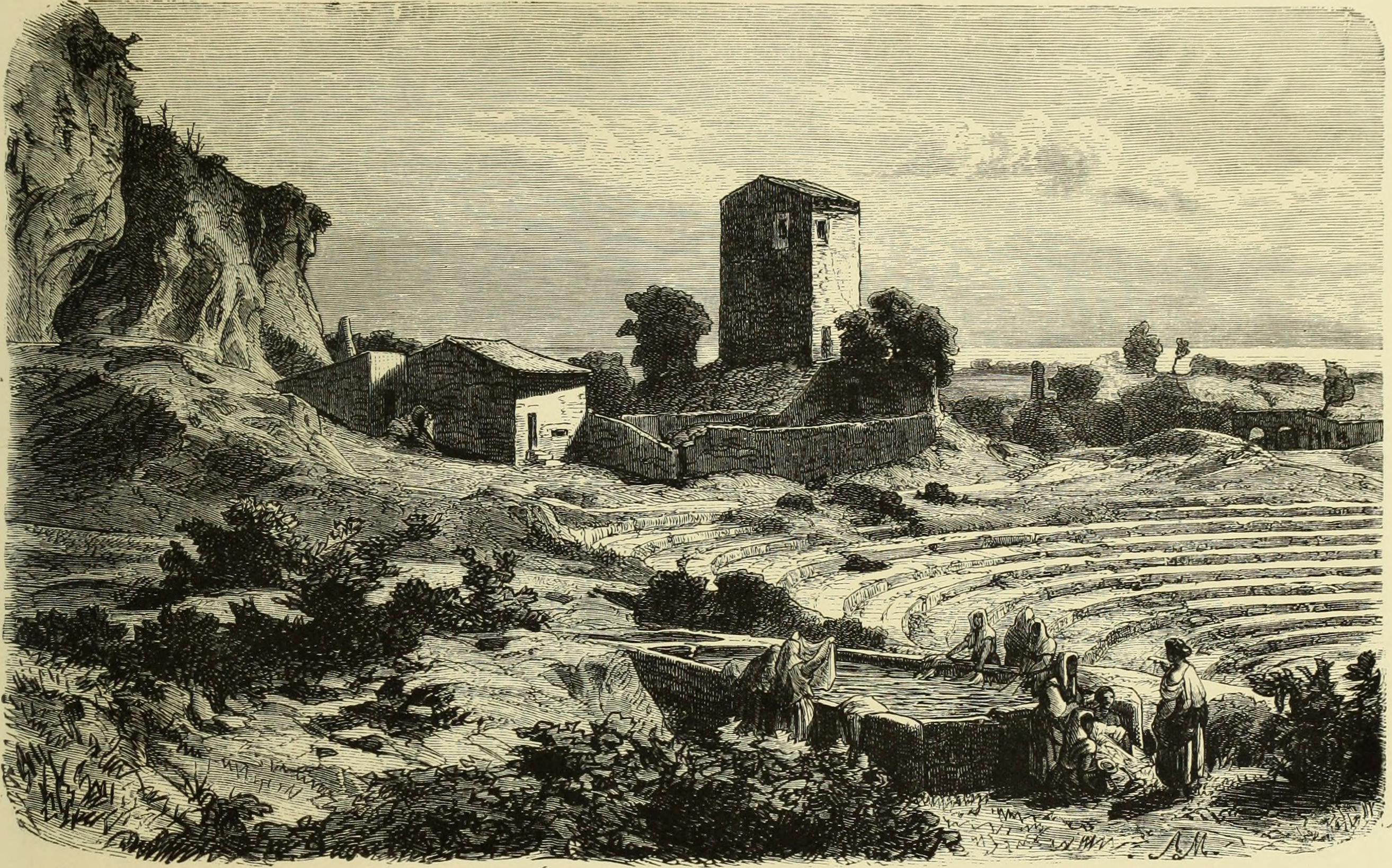
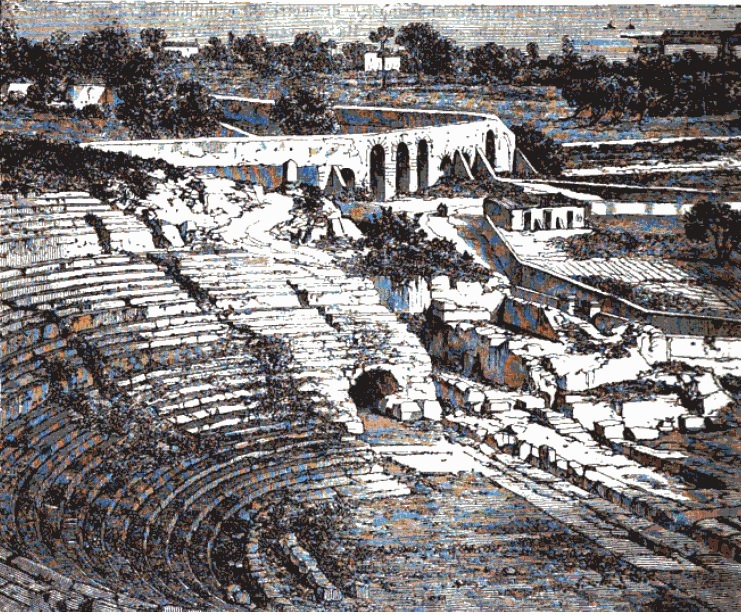

Лише в XIX столітті розпочались розкопки та видалення зайвого ґрунту та сміття з руїн театру. Останні  розкопки були проведені 1988 року.
1914 року Національний інститут Античної драми дав дозвіл на щорічні вистави на залишках античного театру у Сиракузах. Першою виставою була трагедія «Агамемнон» (режисером був Етторе Романьйолі). П'єси давньогрецьких драматургів йшли у перекладах італійських письменників і літераторів, серед котрих був і Сальваторе Квазімодо. Вистави проходили надвечір, коли переставала денна сицилійська спека — без пристосувань для гучності, позаяк в театрі відновилась непогана акустика без електричних пристроїв. Театральні сезони в театрі Сиракуз почали проводити з травня до липня. Згодом театральні сезони у Сиракузах почали відвідувати окрім місцевих мешканців і багаті туристи-глядачі з інших країн. 
Лише в XX столітті розпочались обмежені реставраційні відновлення та режимне використання пам'ятки архітектури з метою подальшого збереження театру. З 2010 року театр у Сиракузах отримав статус пам'ятки Археологічного музею Серджіо-ді-Сиракузи.

## Обрані фото (галерея)

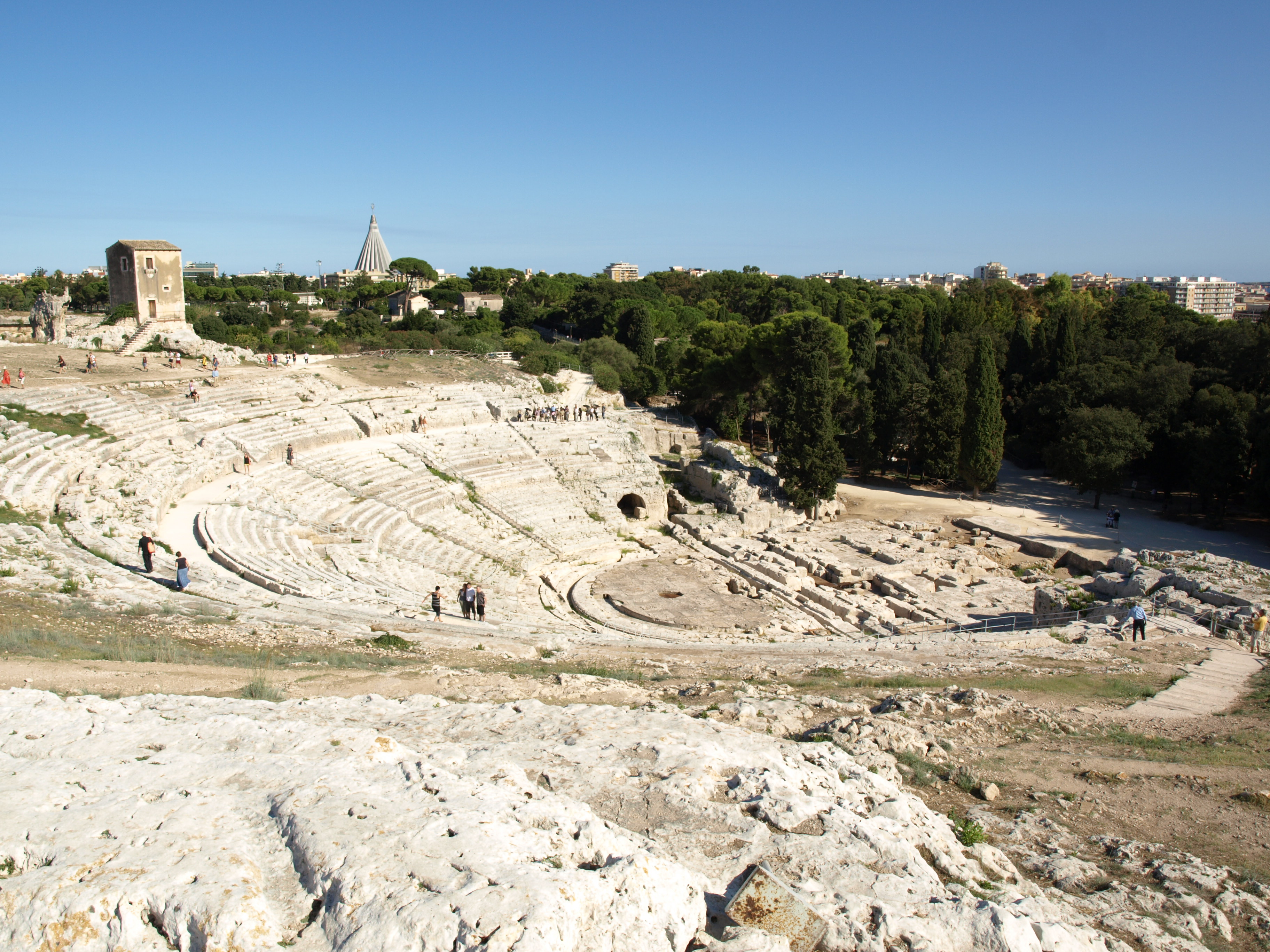
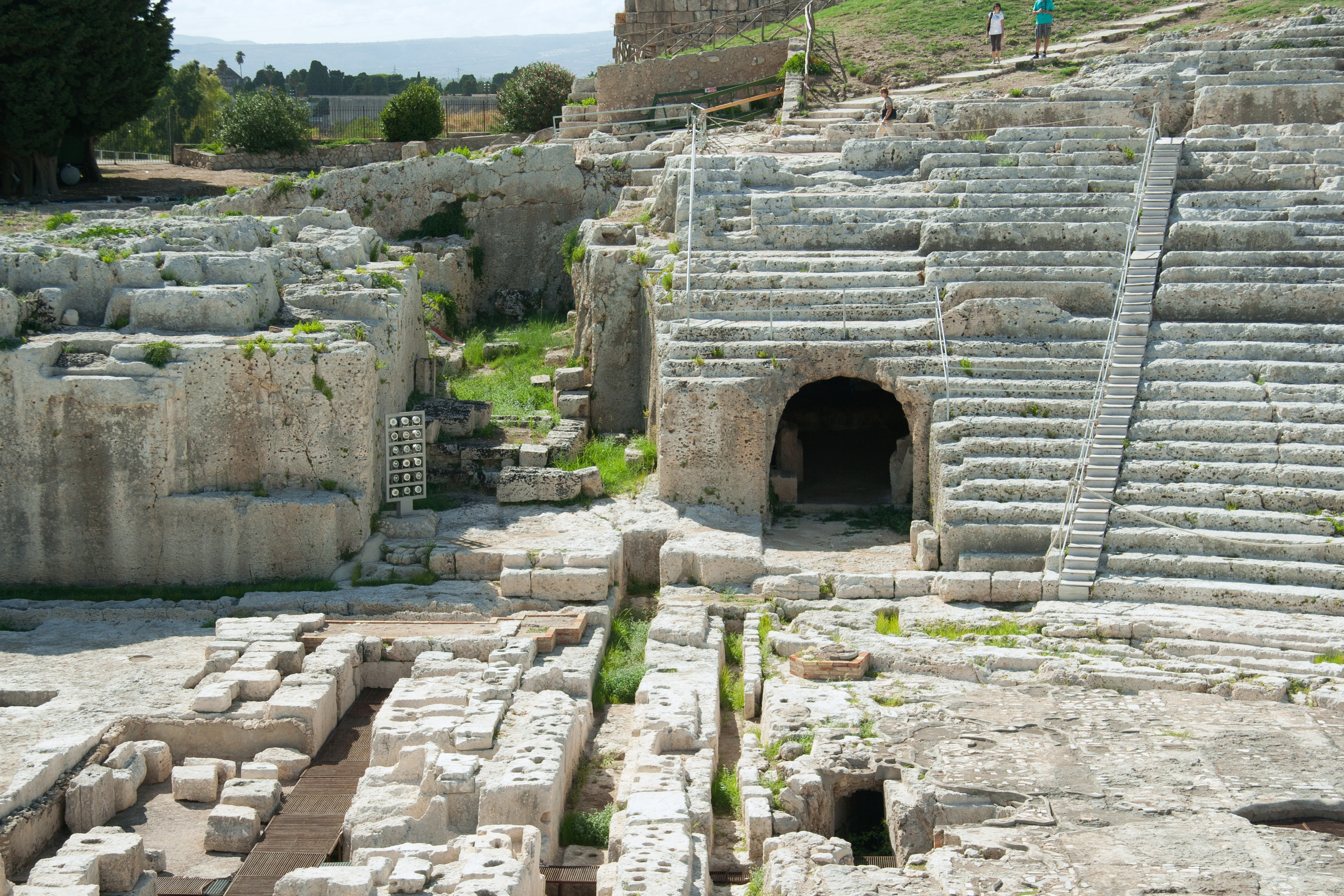
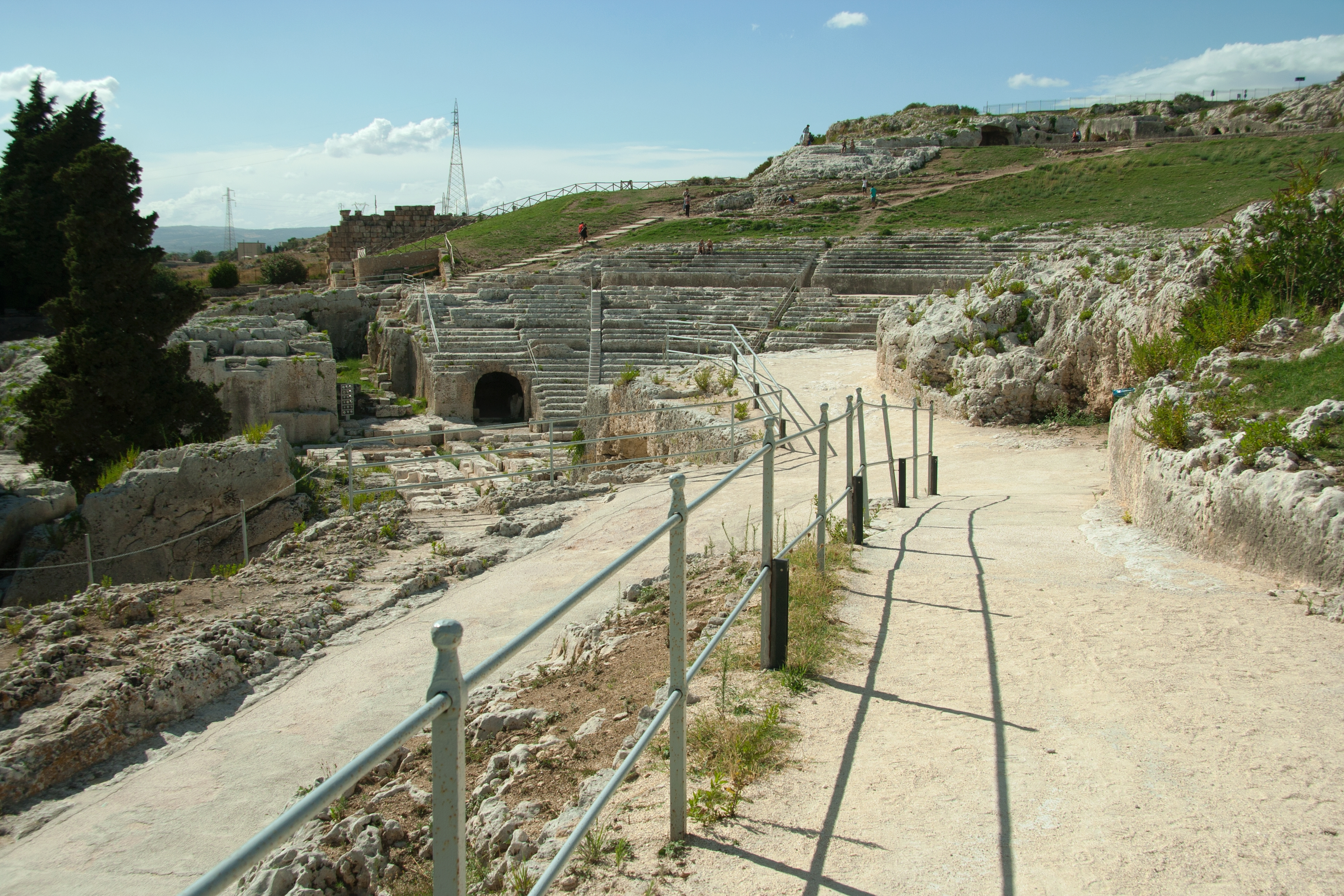
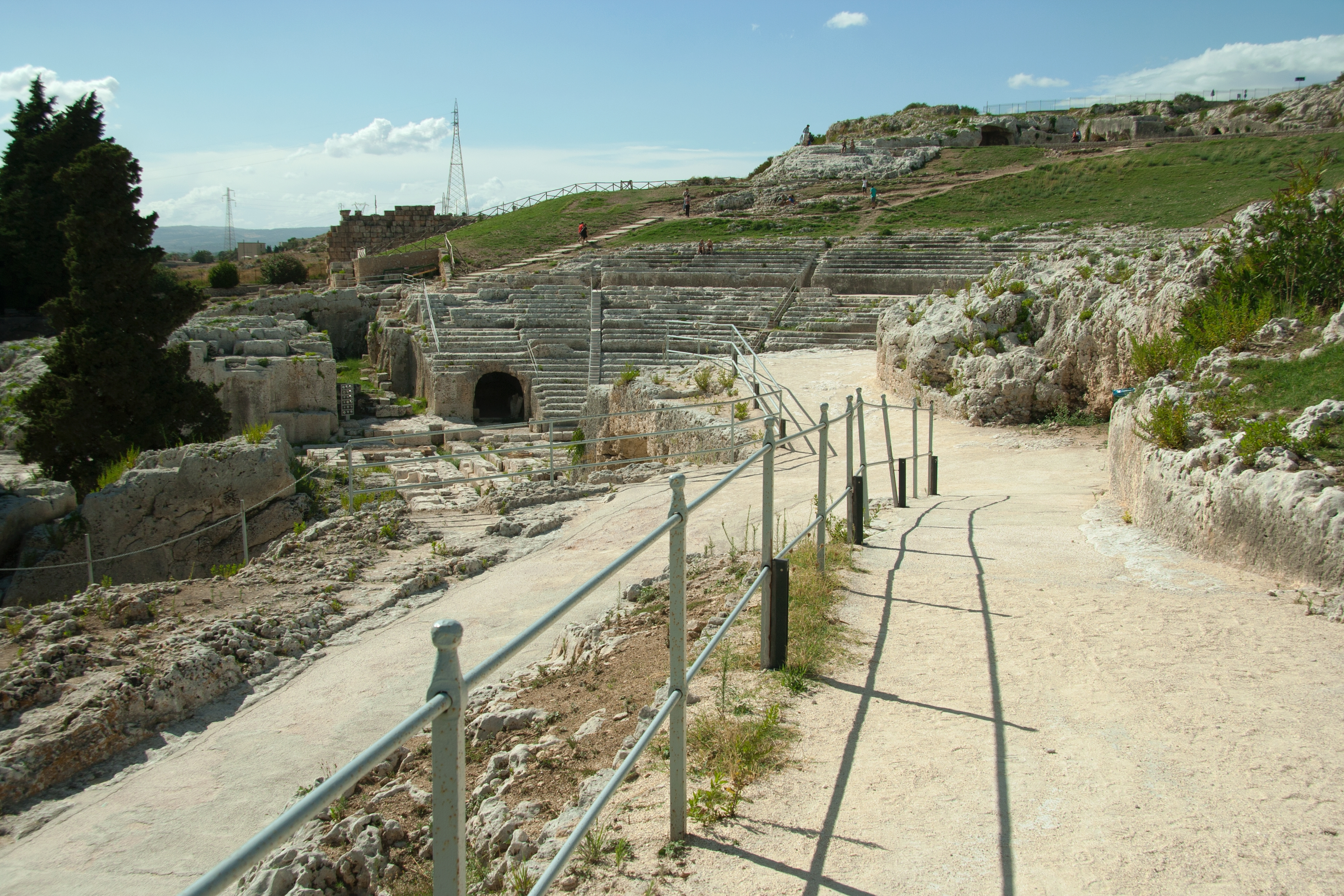
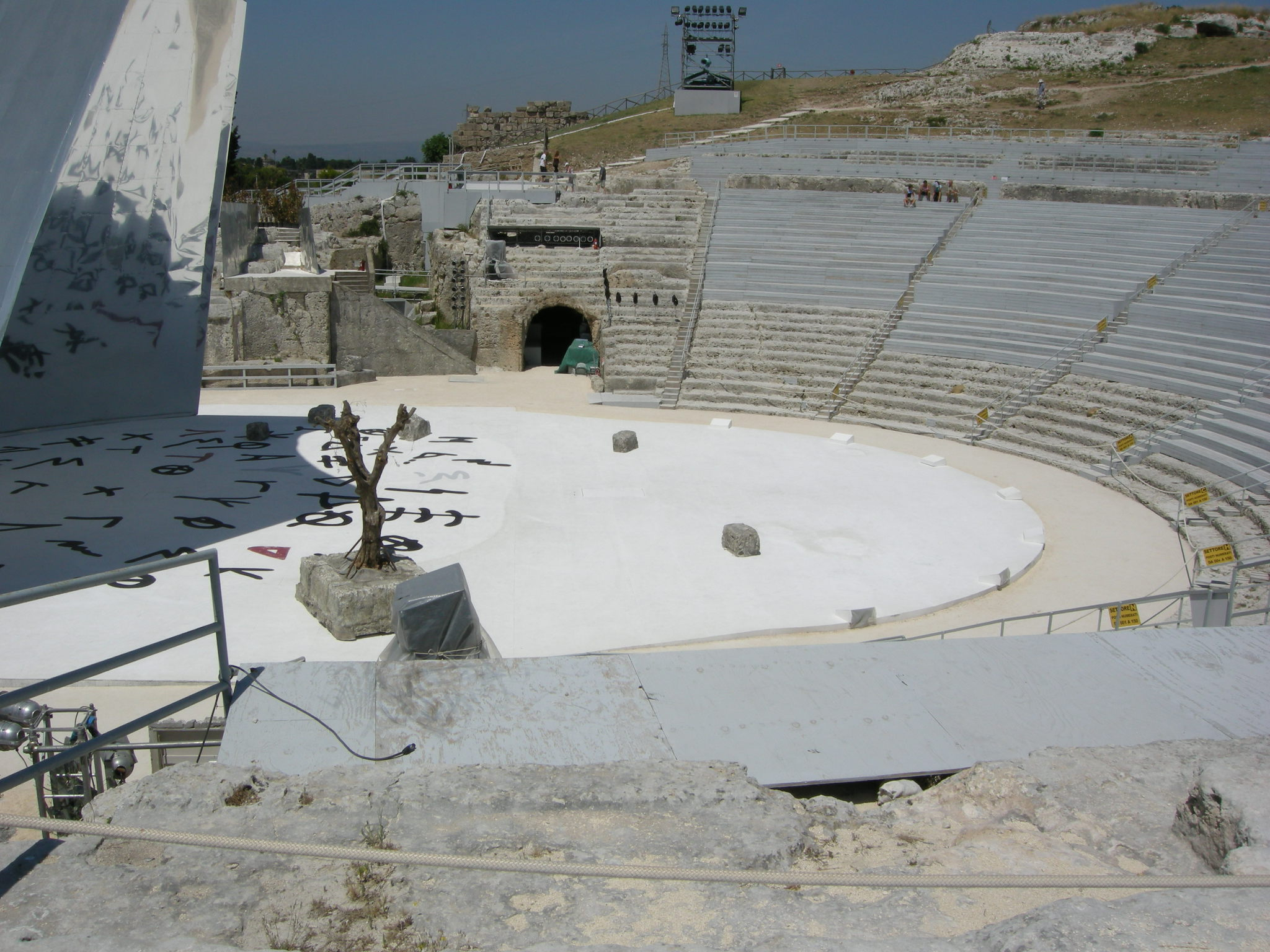
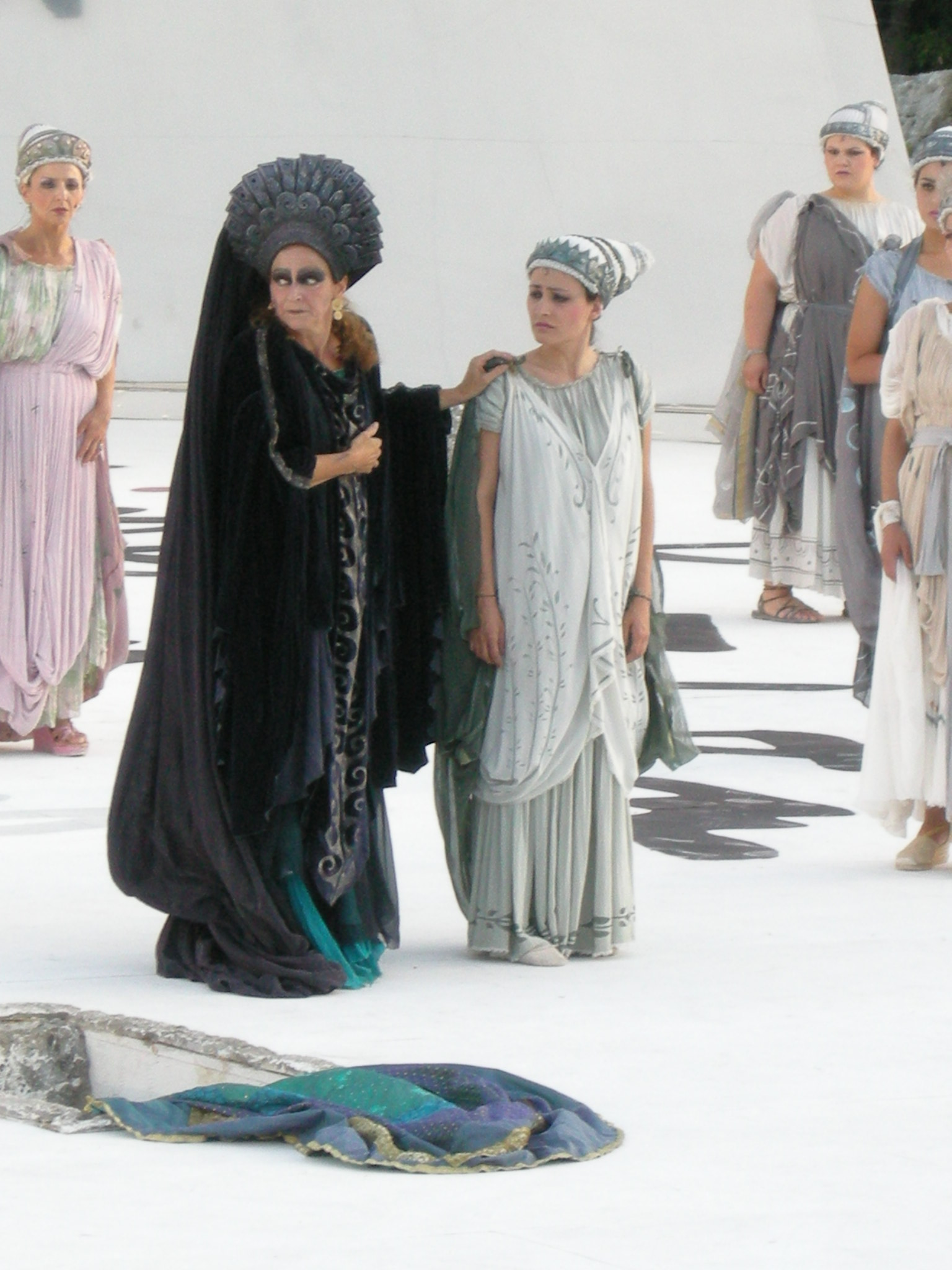
Вистава Медея (головна роль — Елізабета Поцці)
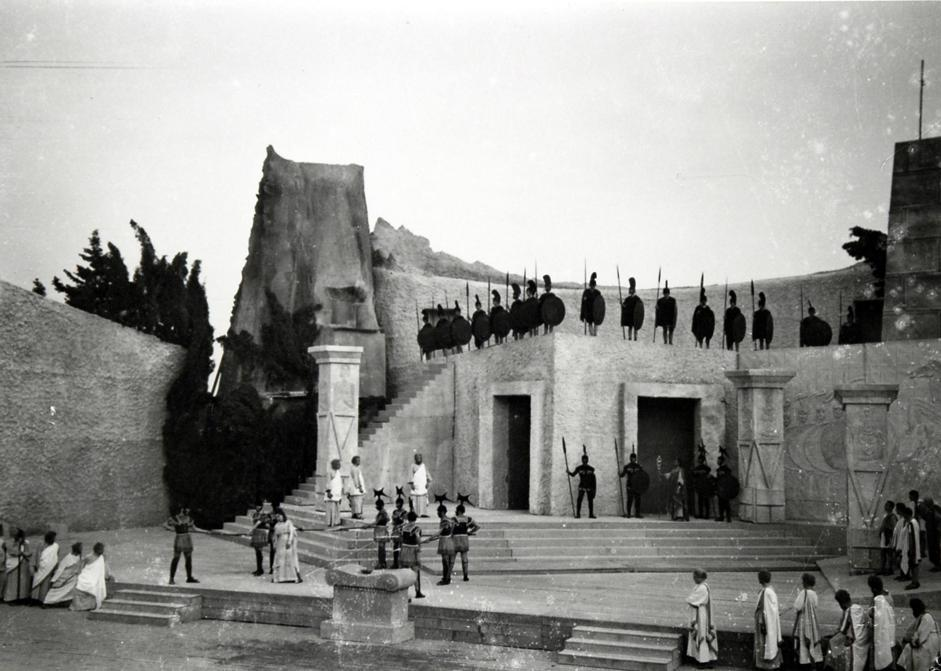
Вистава в давньогрецькому театрі, фото 2013 р.
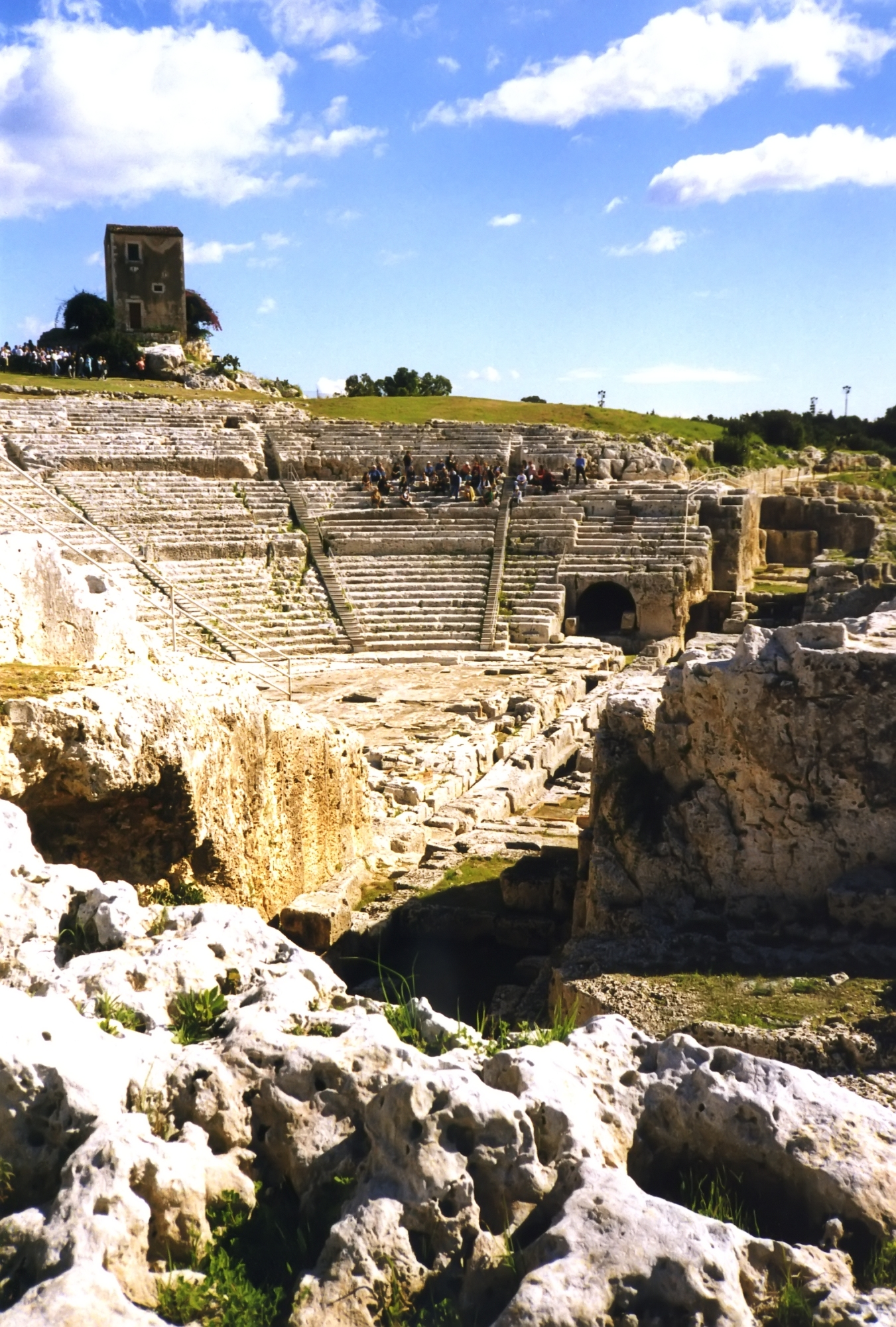
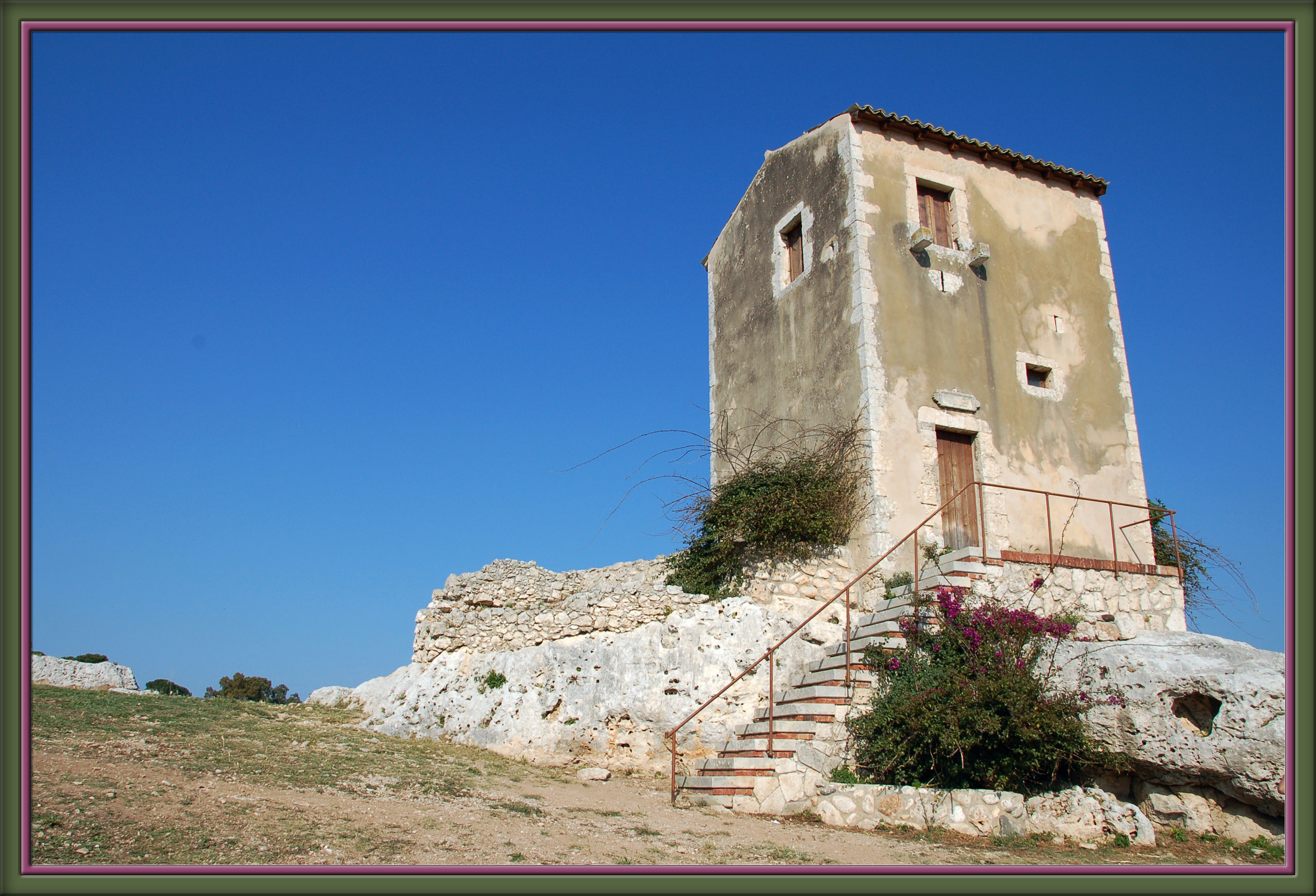
Колишній іспанський млин, Сиракузи